# Na Babách
Na Babách je vrchol v pohoří Bítešská vrchovina, 5,5 km západně od Velkého Meziříčí. Dosahuje výšky 527 m n. m.